# Torlöwen aus Samʼal

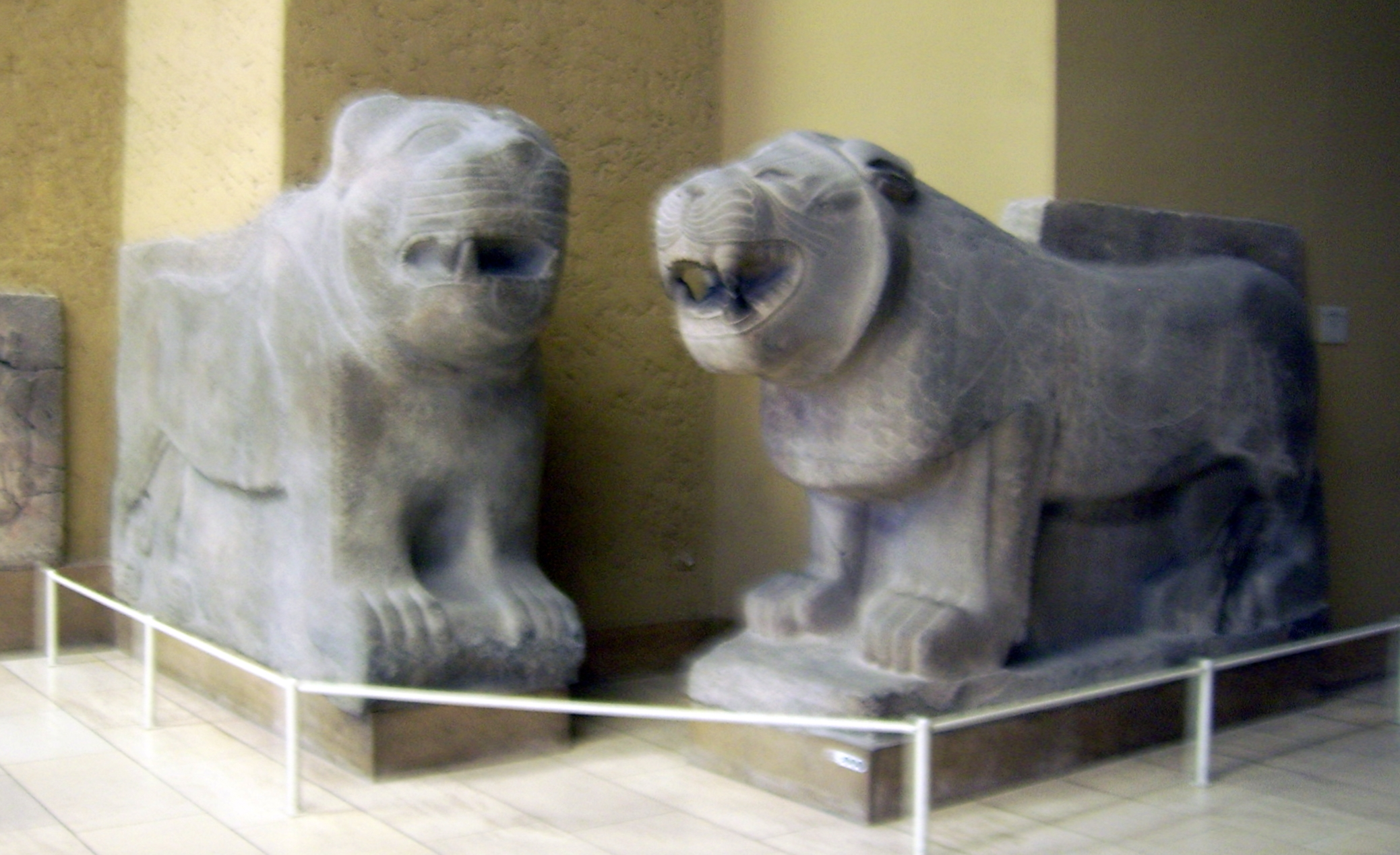
Löwen auf der linken Seite: linker Löwe ist ein Gipsabdruck

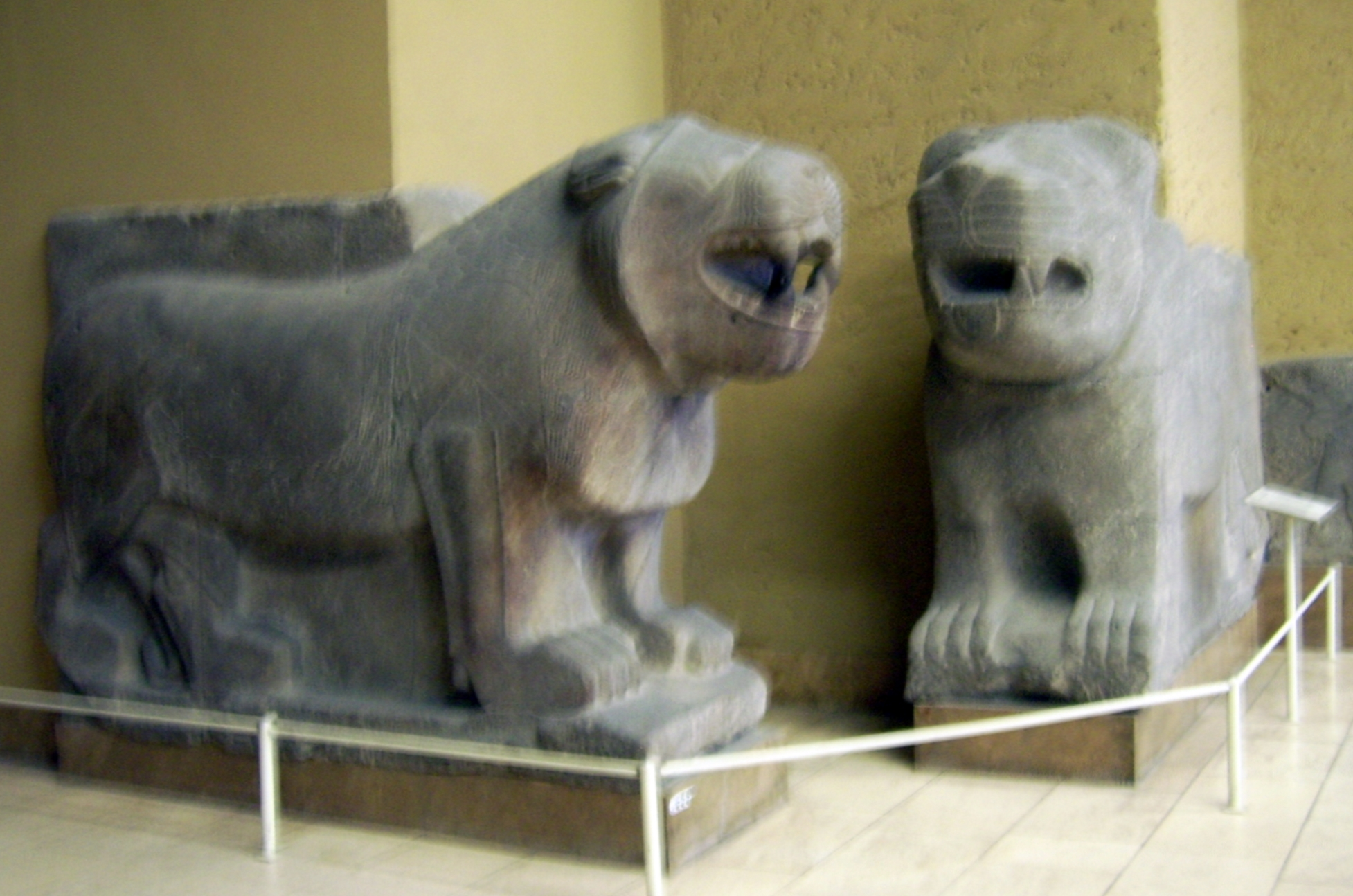
Löwen auf der rechten Seite: links der jüngere Löwe, rechts der ältere

Die Torlöwen aus Samʼal sind vier Tierstatuen in Löwenform, die sich heute im Vorderasiatischen Museum Berlin (Pergamonmuseum) befinden.
Die Löwenstatuen stammen aus Samʼal, dem heutigen Zincirli, und werden in die Zeit um das 10. bis 8. Jahrhundert v. Chr. datiert. Sie gehörten wohl zum inneren Burgtor der Ostseite, doch wurden sie in sekundärer Fundlage entdeckt. Alle vier unterscheiden sich in einigen Merkmalen voneinander. Die Unterschiede sind so groß, dass die Forschung heute davon ausgeht, dass die äußeren Löwen ins 10. vorchristliche Jahrhundert datiert werden müssen, die inneren Statuen ins 8. Jahrhundert v. Chr. Beide Statuen stehen nahezu rechtwinklig zueinander. Die Seitenansicht ist nur flach reliefiert. Die jüngeren Löwenstatuen sind durch Umarbeitung älterer Statuen entstanden. Sie sind weiter aus der Mauer herausgearbeitet als die Älteren, und auch in anderen Details wie Mähne und Extremitäten stärker ausgearbeitet. Zudem ist das Maul weiter aufgerissen und erzeugt somit eine eindrucksvollere Drohgebärde. Die Körper wirken wie Orthostaten und waren sowohl plastischer Schmuck als auch konstruktives Element.

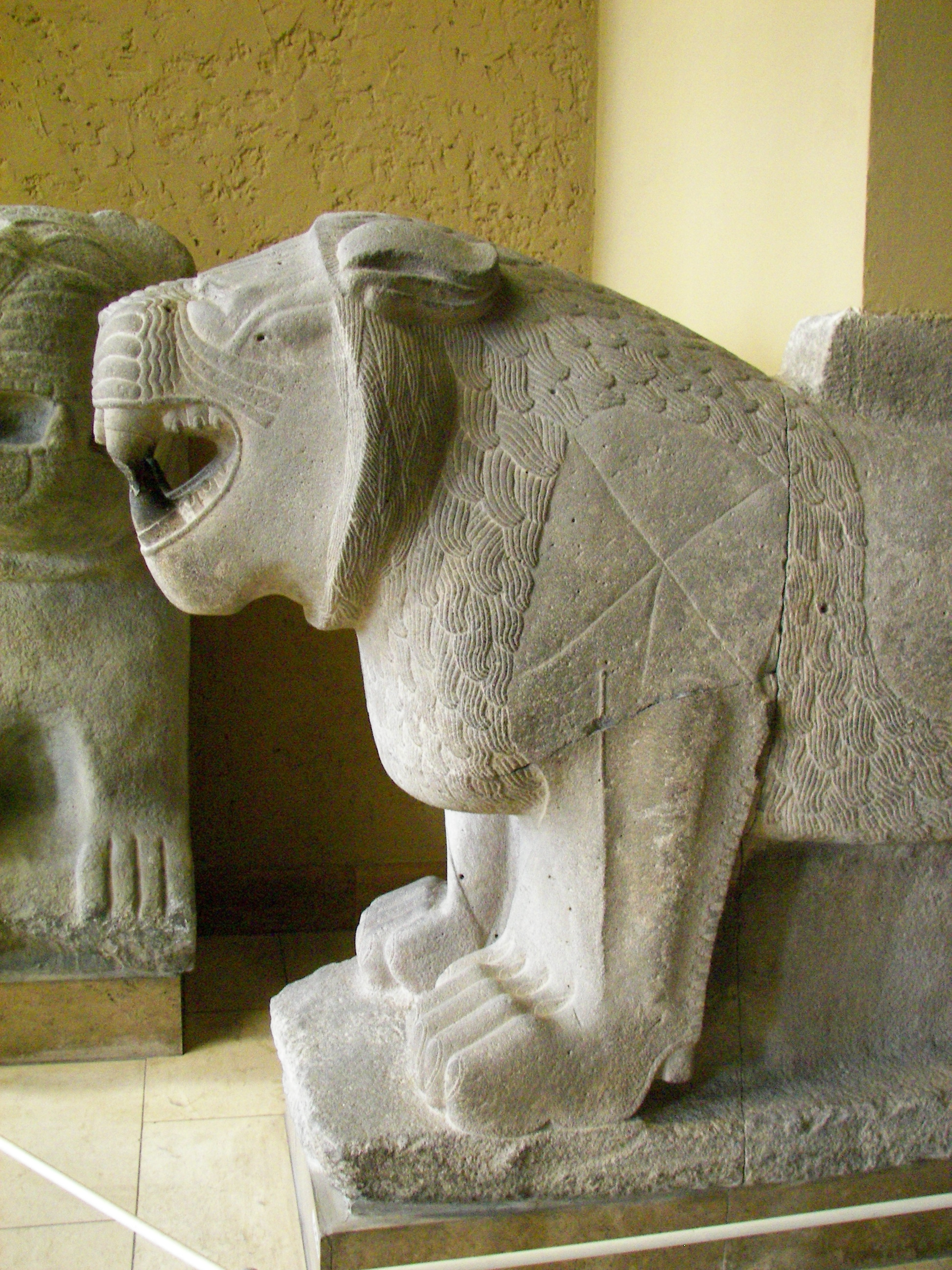
Kopf des linken jüngeren Löwen

Die Torlöwen sind im Pergamonmuseum im Saal 2, Syrien und Kleinasien, aufgestellt. Sie bilden mit anderen Teilen des Burgtores von Samʼal ein Ensemble und befinden sich am dem Ischtar-Tor gegenüberliegenden Ende der Prozessionsstraße von Babylon. Die Statuen aus Dolerit wurden bei Ausgrabungen des Orient-Comités 1890/91 gefunden und im Rahmen der damals üblichen Fundteilung nach Berlin gebracht. Sie sind 1,90 Meter hoch, 2,90 beziehungsweise 3,05 Meter lang und 0,90 beziehungsweise 0,85 Meter breit. Die Figuren haben die Inventarnummern VAG 1042, VA 2719, VA 2718 und VA 3001. Drei der Löwen sind Originale, einer der Löwen ist eine Gipsabformung. Zwei weitere zugehörige Löwenfiguren befinden sich heute im Altorientalischen Museum Istanbul.